# Özbey
Özbey ist ein türkischer männlicher Vorname und Familienname mit der Bedeutung „ein echter Herr“, gebildet aus den Elementen öz („echt, rein“) und bey („Herr“; auch: „Führer“).

## Namensträger

### Familienname
- Cenk Özbey (* 1991), türkischer Fußballspieler
- Erkan Özbey (* 1978), türkischer Fußballspieler und -funktionär
- Merve Özbey (* 1988), türkische Popmusikerin
- Tolgay Özbey (* 1986), australisch-türkischer Fußballspieler

## Sonstiges
- Özbey (Torbalı), Dorf im westtürkischen Landkreis Torbalı, in dessen Nähe die antike Stadt Metropolis in Ionien liegt.